# Tephrina pulinda
Tephrina pulinda là một loài bướm đêm trong họ Geometridae.